# Pteris pseudopellucida
Pteris pseudopellucida är en kantbräkenväxtart som beskrevs av Ren-Chang Ching. Pteris pseudopellucida ingår i släktet Pteris och familjen Pteridaceae. Inga underarter finns listade.